# 石見村 (島根県)
石見村（いわみむら）は、島根県那賀郡にあった村。現在の浜田市の一部にあたる。

## 地理
- 河川：今井迫川、高佐川、大谷川[1]

## 歴史
- 1889年（明治22年）4月1日、町村制の施行により、那賀郡長沢村、浅井村（一部）、黒川村（一部）、原井村（一部）、細谷村（一部、字皆尾）が合併して村制施行し、石見村が発足[1][2]。
- 1923年（大正12年）2月11日 - 那賀郡三階村、伊南村（一部、大字後野）と合併し石見村が存続[1][2]。
- 1940年（昭和15年）11月3日 - 那賀郡浜田町、長浜村、美川村、周布村と合併して市制施行し浜田市を新設して廃止された[1][2]。

## 教育
- 1890年（明治23年）- 石見尋常小学校と石見易科小学校を併置[1]。